# 日本赤十字社長崎原爆病院
日本赤十字社長崎原爆病院（にほんせきじゅうじしゃながさきげんばくびょういん）は、長崎県長崎市にある日本赤十字社長崎県支部が設置する医療機関である。通称、（日赤）長崎原爆病院。
1945年（昭和20年）8月9日に原爆が投下された長崎市における原爆症に関する治療と研究を主たる使命とするが、原爆症以外の病気に関する診察・治療も行っており、長崎市及び長崎県南部における拠点病院の一つでもあり、他県における赤十字病院と同等の役割も果たしている。長崎県災害拠点病院にも指定されている。

## 沿革
- 1958年（昭和33年）5月20日 - 長崎市片淵町に開設される。

当時の日赤名誉副総裁高松宮妃を迎え、長崎県立長崎東高等学校（当時・西山校舎。現・長崎市立上長崎小学校の隣接地）体育館で開院式を挙行。
お年玉付き年賀はがきの付加金1億4,600万円で建設された。鉄筋コンクリート造5階建て（延965坪）。内科・外科・放射線科・産婦人科・耳鼻咽喉科・皮膚泌尿器科・眼科・小児科を備え、病床数81床、各科にはそれぞれ長崎大学医学部附属病院の専門医が置かれた。
初代院長は横田素一郎（長崎大学医学部教授）。
- 1961年（昭和36年）
  - 2月1日 - 本館の増築工事が完成し、病床数が311床に増える。工費は1億1,000万円。
  - 4月22日 - 原子力放射能障害対策研究所を開設。
  - 11月26日 - 総合病院としての認可を受ける。
  - 11月30日 - 看護婦宿舎が完成。
- 1980年（昭和55年）12月 - 片淵の建物が手狭で老朽化が進んだため、茂里町の旧三菱製鋼所跡地（現在地）への新築移転が決定し、新病院の建設着工[1]。
- 1982年（昭和57年）
  - 11月18日 - 移転後の片淵の病院跡地について、長崎市は済生会病院（当時・新地町）が進出することで合意[1]。
  - 11月29日 - 日赤名誉副総裁の三笠宮妃を迎え、長崎新聞文化ホールにて現在地への新築移転落成式典を行う[1]。
  - 12月12日 - 陸上自衛隊などの協力をえて、入院患者（140名、うち重症患者72名）の移送を完了[1]。
  - 12月14日 - 新病院での外来診療を開始。

総工費は約45億円で、地下1階・地上7階。診療科目11、ベッド数は360床[1]。
- 1990年（平成2年）5月18日 - 天皇・日赤名誉総裁でもある皇后が当病院を訪問。
- 1998年（平成10年）12月22日 - 別館の増築落成。
- 2003年（平成15年）9月30日 - 大韓赤十字社大邱病院と姉妹病院の提携をはじめる[2]。
- 2008年（平成20年）5月20日 - 開院50周年祝賀祭を開催[2]。
- 2014年（平成26年）10月1日 - 地域包括ケア病棟開設（39床）に伴い、病床数を350床とする[2]。
- 2020年（令和2年）4月1日 - 新別館竣工に伴い病床数を315床とする[2]。

## 診療科
- 内科（神経、消化器、呼吸器、循環器、血液、代謝・内分泌・リウマチ）
- 外科
- 整形外科
- 皮膚科
- 泌尿器科
- 婦人科
- 眼科
- 耳鼻咽喉科
- 放射線科
- 麻酔科

診療協働部門
- 看護部
- 薬剤部
- 放射線科部
- リハビリテーション科部
- 救急外来
- 検診センター

## 医療機関の指定等
- 地域がん診療拠点病院
- 原子爆弾被爆者医療指定病院
- 二次救急告示病院
- 7対1看護配置基準
- 電子カルテ導入病院
- DPC対象病院
- 健康保険療養取扱医療機関
- 国民健康保険療養取扱医療機関
- 労災指定病院
- エイズ協力病院
- 救急告示指定病院
- 地域医療支援病院
- 原子力災害医療協力機関[3]
- 災害拠点病院（地域）[4]

## 交通アクセス
- JR浦上駅より徒歩約2分。
- 長崎電気軌道茂里町電停より徒歩約7分。
- 県営バス原爆病院前バス停下車すぐ。1日5～6便運行。
- 県営バス・長崎バスココウォーク茂里町バス停下車、徒歩約5分。
- 長崎駅より車で約10分。

## その他
- 韓国において同国内の被爆者医療の中心的な役割を果たしている大韓赤十字社大邱病院と2003年（平成15年）9月30日に姉妹病院提携を結んだ。大邱病院側からの研修受け入れ等の交流を行っている。